# جائزة ألمانيا الكبرى 1966
جائزة ألمانيا الكبرى 1966 هو سباق فورمولا 1 أقيم بتاريخ 7 أغسطس 1966 في حلبة نوربورغرينغ، ألمانيا الغربية. كان السادس من أصل 9 في بطولة العالم لسباقات الفورمولا واحد موسم 1966. حلّ الأسترالي جاك برابهام أولا بينما جاء البريطاني جون سورتيس في المركز الثاني.